# Усть-Паденьгское сельское поселение
Усть-Паденьгское сельское поселение или муниципальное образование «Усть-Паденьгское» — муниципальное образование со статусом сельского поселения в Шенкурском муниципальном районе Архангельской области России.
Соответствует административно-территориальной единице в Шенкурском районе — Усть-Паденьгскому сельсовету.
Административный центр — деревня Усть-Паденьга.

## География
Сельское поселение находится в южной части Шенкурского района, располагаясь по берегам рек Вага, Шелаша, Шереньга и Паденьга. В бассейне Шереньги находился Шеренгский заказник площадью 63 тыс. га, созданный в 1993 году для воспроизводства и охраны лосей.
Граничит:
- на западе с муниципальным образованием «Верхопаденьгское»
- на севере с муниципальным образованием «Никольское»
- на востоке с муниципальным образованием «Федорогорское»
- на юге с муниципальным образованием «Ровдинское»

## История
Муниципальное образование было образовано в 2006 году.
Декретом ВЦИК от 4 октября 1926 года Верхопаденьгская волость, Усть-Паденьгская волость и Усть-Пуйский сельсовет Ровдинской волости были объединены в Паденьгскую волость.

## Население
| 2010  | 2011  | 2012  | 2013  | 2014  | 2015  |
| ----- | ----- | ----- | ----- | ----- | ----- |
| 1162  | ↘1152 | ↘1113 | ↘1073 | ↘1034 | ↘1026 |
| 2016  | 2017  | 2018  | 2019  | 2020  | 2021  |
| ↘1007 | ↘975  | ↘961  | ↘942  | ↘936  | ↘905  |

## Состав поселения
В состав сельского поселения входит 26 населённых пунктов:
| №  | Населённый пункт | Тип населённого пункта          | Население |
| -- | ---------------- | ------------------------------- | --------- |
| 1  | Алешковская      | деревня                         | ↗49       |
| 2  | Березник         | деревня                         | ↘4        |
| 3  | Васильевская     | деревня                         | ↗20       |
| 4  | Васильевская     | деревня                         | →0        |
| 5  | Голыгинская      | деревня                         | →0        |
| 6  | Горская          | деревня                         | ↗28       |
| 7  | Деминская        | деревня                         | →0        |
| 8  | Жилинская        | деревня                         | ↗71       |
| 9  | Климовская       | деревня                         | →0        |
| 10 | Кривоноговская   | деревня                         | ↗3        |
| 11 | Леоновская       | деревня                         | →0        |
| 12 | Лодыгинская      | деревня                         | ↗1        |
| 13 | Максимовская     | деревня                         | →13       |
| 14 | Михайловская     | деревня                         | →0        |
| 15 | Недниковская     | деревня                         | →2        |
| 16 | Овсянниковская   | деревня                         | ↗1        |
| 17 | Осиновская       | деревня                         | ↘3        |
| 18 | Павловская       | деревня                         | →0        |
| 19 | Подгорная        | деревня                         | ↗10       |
| 20 | Рохмачевская     | деревня                         | ↗3        |
| 21 | Таруфтинская     | деревня                         | ↘3        |
| 22 | Тронинская       | деревня                         | →39       |
| 23 | Усть-Паденьга    | деревня, административный центр | ↗467      |
| 24 | Федунинская      | деревня                         | →0        |
| 25 | Шелашский        | посёлок                         | ↗675      |
| 26 | Шиловская        | деревня                         | →0        |